# The Bisexual Option
O livro The Bisexual Option, por Fritz Klein, MD, foi a primeira publicação psicológica especificamente dedicada à bissexualidade.[carece de fontes?] foi primeiro publicado em 1978, com uma segunda edição impressa em 1993.

## Conteúdos
O livro é dividido em três partes que são:

### Parte 1: O que é Bissexualidade?
Capítulo 1. A Ameaça
Tanto o indivíduo heterossexual como o homossexual acham o bissexual uma ameaça. O mito da inexistência do bissexual e a posição "de qualquer/ou" é discutido.
Capítulo 2. Em Direção a Definição
Várias dimensões, as facetas, e os aspectos da definição do bissexual são dados. A Grade de Orientação Sexual Klein é explicada. Uma análise de fatores culturais e biológicos de orientação sexual.
Capítulo 3. "O Nível de Intimidade bissexual"
A diferença entre intimidade emocional e sexual. A conexão entre intimidade e hetero e homofobia. Um perfil de um homem heterossexual que é capaz de ser emotivamente íntimo com homens.
Capítulo 4. Sexualidade e Complexo de Édipo: Uma Nova Aparência
Uma explicação do Complexo de Édipo. A visão que ambos os homossexuais e bissexuais são capazes de resolvê-lo com sucesso. Um exemplo que mostra como um homem bissexual o resolveu.

### Parte II: Bissexualidade e Saúde
Capítulo 5. O Bissexual Problemático - O Bissexual Saudável
Definição de neurose e vários tipos de bissexuais problemáticos, bem como a funcionalidade saudável do bissexual.
Capítulo 6. O Bissexual Problemático - Perfis
Para bissexuais problemáticos: Nora, Walter, Ann, Donald.
Capítulo 7. O Bissexual São - Perfis
Três bissexuais saudáveis: Harold, Aveleira, Jane.

### Parte III: o Bissexual na Sociedade
Capítulo 8. Achados Sociológicos
A falta de uma comunidade bissexual ou subcultura. Achados sociológicos por vários pesquisadores. Resultados de pesquisa tomada de um grupo social bissexual.
Capítulo 9. O Bissexual em História e nas Artes
Uma lista de bissexuais famoso em passado e presente.
Capítulo 10. O Futuro Bissexual: Fatores Atuais
Uma discussão dos nove fatores que influirão na bissexualidade no futuro: AIDS, papéis sexuais e estereótipos, androginia, amizade e amantes, família, "liberação gay", o movimento da mulher e feminismo, mitos, dilemas.